# 奧地利的艾蕾諾爾 (1653-1697)
埃莉诺·玛丽亚·约瑟法·冯·哈布斯堡（波蘭語：Eleonore Maria Josefa von Habsburg-Österreich，1653年5月21日—1697年12月17日），又称为奥地利的埃莉诺，波兰王后（英語：Eleanor of Austria, Queen of Poland），是神圣罗马帝国皇帝斐迪南三世的女儿，奥地利大公、神圣罗马帝国皇帝利奥波德一世的妹妹，后嫁入波兰成为波兰立陶宛联邦国王米哈乌的王后。
她和第二任丈夫洛林公爵夏尔育有两子也是日后神圣罗马皇帝弗朗茨一世的祖母。

### 引用
1. ↑  .   [2019-06-30]. （原始内容存档于2019-06-30）.
2. ↑  .   [2019-06-30]. （原始内容存档于2019-06-30）.
3. ↑  .   [2019-06-30]. （原始内容存档于2019-06-30）.

### 來源
- Davies, Norman.  Vol. I. Columbia University Press. 1982.
- Lipp, Charles T. . University of Rochester Press. 2011.